# Rebecca Ballard Chambers
Rebecca Ballard Chambers (nascida Ballard; Ohio, 29 de março de 1858 – West Grove, 14 de abril de 1920) foi uma jornalista e reformadora social americana. Ela trabalhou como editora-chefe do Bulletin, um jornal do movimento de temperança na Pensilvânia, e como presidente da filial do estado da União de Temperança Cristã da Mulher (WCTU).

## Biografia
Rebecca Lavinia Ballard nasceu em Ohio, em 29 de março de 1858. Ela foi alfabetizada no Seminário Feminino Putnam daquele estado.
Chambers entrou pela primeira vez no trabalho de reforma durante a "cruzada" em 1873, sendo ela mesma uma "cruzada original", com sua mãe, que era secretária dos cruzados do cantão. Em outubro de 1900, em Uniontown, na Pensilvânia, enquanto servia como presidente estadual da WCTU da Pensilvânia, ela fez o discurso anual aos delegados presentes. Na época, o número de membros do estado totalizava 16 607, com 13 000 membros adicionais de mulheres jovens e do sindicato infantil.
Ela se casou com Samuel Kemble Chambers (falecido em 1917) em 1877, presidente do West Grove National Bank. Eles tiveram duas filhas, Mary e Helen.

## Morte e legado
Ela morreu em sua casa em West Grove, na Pensilvânia, em 14 de abril de 1920. O enterro foi no cemitério ao lado da Igreja Presbiteriana West Grove, em West Grove.
Seus papéis, incluindo seu livro do Seminário Putnam de 1875-76, bem como diários de viagem europeus e coisas efêmeras de 1895 e 1900, são mantidos pela Sociedade Histórica da Pensilvânia.